# LAMP
LAMP is een acroniem voor een set van gratis vrije softwarepakketten, die vaak samen gebruikt worden om dynamische websites te programmeren:
- Linux, het besturingssysteem;
- Apache HTTP Server, de webserver;
- MySQL of MariaDB, het databasemanagementsysteem (of databaseserver); of in plaats daarvan PostgreSQL (LAPP) of SQLite (LASP)
- P voor Perl, PHP, en/of Python, de programmeertaal

Het acroniem heeft drie belangrijke redenen:
- Definiëren van een webserverinfrastructuur.
- Definiëren van een programmeerparadigma of ontwikkelsoftware.
- Definiëren van een softwaredistributiepakket.

Om precies te zijn, is het een opensource-, webplatform.

## Varianten
Er zijn vele AMP-platformen, waarbij verschillende besturingssystemen, webservers, programmeerparadigma's en softwaredistributiemethodes gebruikt worden, zoals (niet alle zijn opensource):
- LAPP, met PostgreSQL (database management systeem).
- LASP, met SQLite (database management systeem).
- LEMP / LNMP, met nginx (webserver).[1]
- LCMP, met Cherokee (webserver).
- AMPS, waarbij Secure Sockets Layer of waarbij het Solaris-besturingssysteem gebruikt wordt.
- BAMP, waarbij BSD als besturingssysteem gebruikt wordt.
- MAMP, waarbij Macintosh als besturingssysteem gebruikt wordt.[2]
- NAMP, waarbij Novell NetWare als besturingssysteem gebruikt wordt.
- PAMP, waarbij PC-BSD als besturingssysteem gebruikt wordt.
- PUMA, waarbij Unix als besturingssysteem gebruikt wordt.
- WAMP, waarbij Windows als besturingssysteem gebruikt wordt.
- WIMP: een PHP oplossing die onder Windows en Internet Information Server draait.
- XAMPP, beschikbaar voor Linux, OS X, Solaris en Windows.